# Microcythere monstruosa
Microcythere monstruosa is een mosselkreeftjessoort uit de familie van de Microcytheridae. De wetenschappelijke naam van de soort is voor het eerst geldig gepubliceerd in 1944 door Elofson.